# Kabotażowiec

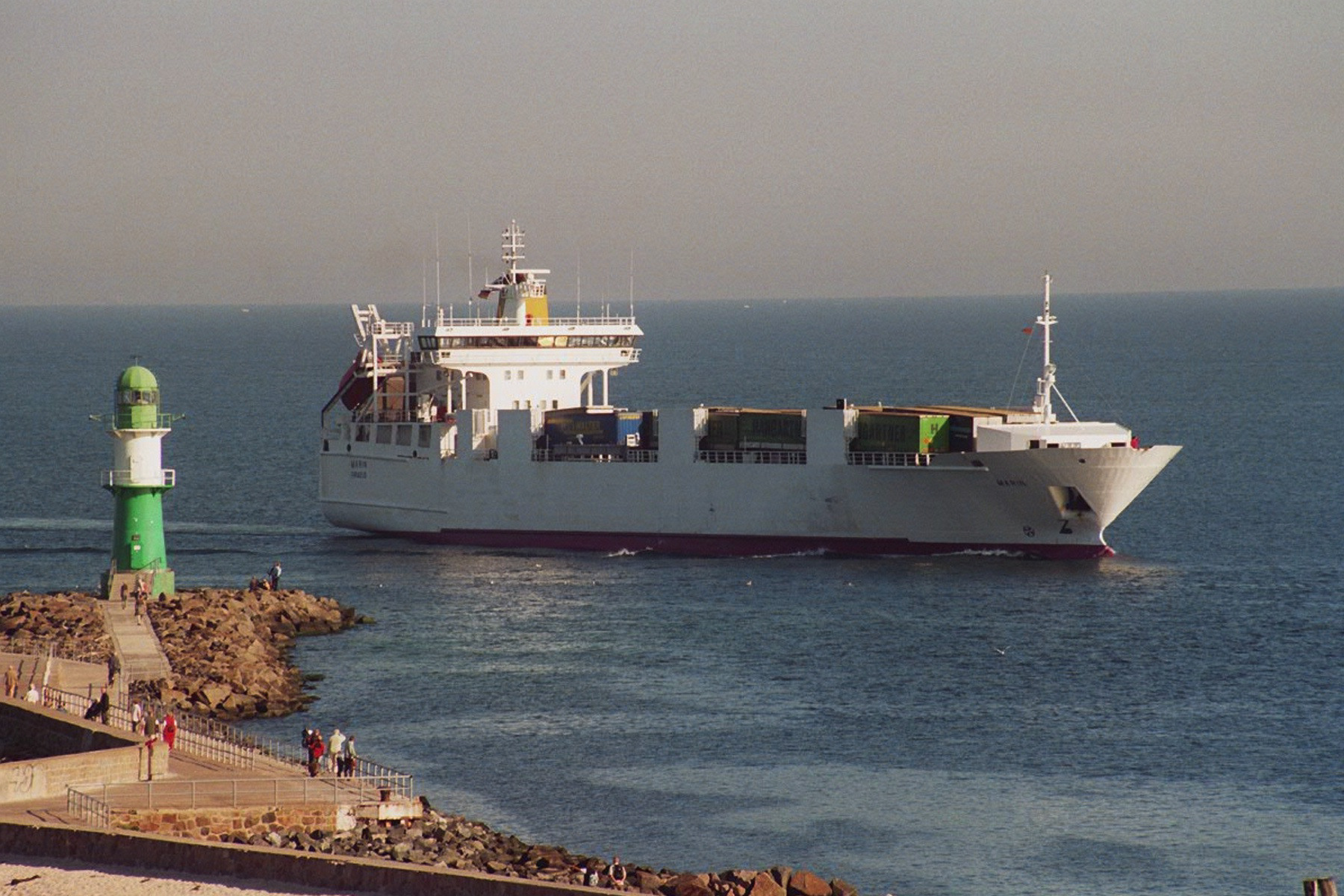
MS „Marin” kierujący się do portu Rostock.

Kabotażowiec (ang. coaster) – statek, zwykle niewielki, uprawiający żeglugę kabotażową pomiędzy portami jednego kraju. Polskie połączenia kabotażowe to np. rejsy Gdynia – Hel, Kołobrzeg – Ustka, czy Krynica Morska – Frombork. W realiach innych krajów (przykład USA), kabotaż oznaczać może także dalekosiężną żeglugę oceaniczną.
W polskich realiach kabotażowcami nazywane są jednostki uprawiające żeglugę na Bałtyku, a jako kabotaż określana jest ogólnie żegluga przybrzeżna.